# Nikanor (Ägypten)
Nikanor (altgriechisch Νικάνωρ Nikánōr) war vermutlich einer der Offiziere Alexanders des Großen.
Nach dessen Tod schloss er sich Ptolemaios I. an und diente diesem als Philos und Stratege. Für Ptolemaios eroberte er auf dem Landweg Koilesyrien und Phönizien, vermutlich zusammen mit Ptolemaios, der die Flotte befehligte.